# Caouënnec-Lanvézéac
Caouënnec-Lanvézéac település Franciaországban, Côtes-d’Armor megyében. Lakosainak száma 904 fő (2022. január 1.). Caouënnec-Lanvézéac Cavan, Lannion, Quemperven, Rospez és Tonquédec községekkel határos.

## Népesség
A település népességének változása:
| Lakosok száma | 327  | 614  | 582  | 790  | 853  | 862  | 873  | 889  | 899  | 904  |
|               | 1968 | 1982 | 1990 | 2006 | 2013 | 2015 | 2017 | 2019 | 2020 | 2022 |